# Kębłowo (województwo pomorskie)
Kębłowo (dodatkowa nazwa w j. kaszub. Kãbłowò) – wieś kaszubska w Polsce, położona w województwie pomorskim, w powiecie wejherowskim, w gminie Luzino, przy drodze wojewódzkiej nr 468. W skład sołectwa. Kębłowo wchodzi również Bożejewo, Charwatynia, Tabacznik.
| SIMC    | Nazwa    | Rodzaj     |
| ------- | -------- | ---------- |
| 0166893 | Bożejewo | przysiółek |

Mieszkańcy wsi wymieniają jeszcze przysiółki Kębłowska Tama i Nowe Kębłowo.
Wieś szlachecka położona była w II połowie XVI wieku w powiecie puckim województwa pomorskiego. W latach 1975–1998 wieś administracyjnie należała do województwa gdańskiego.
Podczas zaboru pruskiego wieś nosiła nazwę niemiecką Kamlau.
W miejscowości znajduje się parafia rzymskokatolicka, pod wezwaniem św. Jadwigi Śląskiej, należąca do dekanatu Luzino, archidiecezji gdańskiej.
Pierwsza wzmianka o tej wsi pochodzi z 1354 roku. Należała do wsi rycerskich funkcjonującej na prawach magdeburskich. Stare Kębłowo należy zaliczyć do typowej wsi folwarcznej. W XVI wieku należało do rodziny Lubodzkich. W okresie międzywojennym trwały prace planistyczne, a następnie geodezyjne nad lokacją nowego miasta pod nazwą Pomorskie Miasto. Miało ono stanowić przykład modelowego wzoru miasta - ogrodu lansowanego przez Europę Zachodnią (twórcą tej koncepcji był angielski urbanista Ebenezer Howard (1850 - 1928). Koncepcja ta miała rozwiązać problem emigracji ludności wiejskiej i przeludnienia miast. Wówczas, czynniki ekonomiczne nie pozwoliły na realizację tego projektu. Współcześnie koncepcja ta rozwija się w naturalny sposób, powodując rozbudowę wsi przez napływ ludności miejskiej. Tu do swojej willi przyjeżdżał polski muzykolog - prof. Instytutu Muzykologii Uniwersytetu Warszawskiego, redaktor kwartalnika "Muzyka" Józef Michał Chomiński (1906-1994).
Do osobliwości tej wsi zaliczyć należy pomniki przyrody: 2 dęby, z których jeden jest 400-letni (o wysokości 26 m), drugi 350-letni (o wysokości 24 m), oraz 4 drzewa 350-letnie: 2 buki i 2 lipy.